# Ohlin Island
Ohlin Island är en ö i Antarktis. Ön ingår i ögruppen Sydshetlandsöarna, i ett område som Argentina, Chile och Storbritannien gör anspråk på. Ön upptäcktes av den första svenska Antarktisexpeditionen 1901-1904 och fick namn efter zoologen Axel Ohlin, som deltog i expeditionen.